# Holsteen (linjeskib)
Holsteen var et linjeskib udrustet med 60 kanoner i den dansk-norske flåde Skibet hejste kommando i 1775 og blev erobret af Royal Navy den 2. april 1801 under slaget på reden. I britisk tjeneste fik skibet navnet HMS Holstein og senere HMS Nassau. Skibet deltog i et større slag i kanonbådskrigen og blev solgt fra britisk tjeneste i 1814.

## Design
Holsteen var det første skib i sin klasse der bestod af yderligere to skibe. Klassens designer var fabriksmester F. M. Krabbe, der var flådens primære skibskonstruktør. Holsteen-klassen var en fod smallere end den ellers identiske Oldenborg-klasse.

## I dansk tjeneste
- 1775 -1776: Udrustet til et Norgestogt hvor det blev benyttet som flagskib for de oplagte skibe i Trosvik nær mundingen på Oslofjorden,[1] før det returnerede til København i 1776.
- 25. maj 1776 – 16. juli 1780: på togt til Lissabon, den danske Guldkyst og Cape Town.
- Juli 1780 – 24. oktober 1780: Vagtskibtjeneste i Øresund ud for København.
- 1782 – 1783: Neutralitetseskadren
- Juni 1794 – oktober 1794: Øresundseskadren
- 1795: Øresundseskadren og tjeneste i Nordsøen.
- 1801: Udrustet som blokskib og tog del i slaget på reden den 2. april 1801, hvor det var placeret i den nordlige ende mellem Indfødsretten og Søhesten. For en kort tid fungerede skibet som flagskib. Klokken 14.15 måtte skibets kaptajn stryge flaget.[2]

## Britisk tjeneste
Den 12. april, transporterede briterne Holstein tilbage til Storbritannien. Skibet var det eneste linjeskib man valgte at beholde, resten anså man som ikke mere end blokskibe. Skibet transporterede de sårede søfolk og sejlede sammen med skibene Monarch og Isis, der også medbragte sårede besætningsmedlemmer. Holstein ankom til Yarmouth på Isle of Wight den 22. april hvor det blev lagt op frem til juli 1802 hvor skibet blev flyttet til Chatham den 16. oktober 1802.
I perioden marts til september 1805 reparerede Perry & Co. i Blackwell skibet for en pris på 22.022 pund. Skibet blev omdøbt Nassau og hejste britisk kommando i september under kommandørkaptajn Robert Campbell og gjorde tjeneste i Nordsøen.
Den 18. april 1806 erobrede Nassau sammen med skibene Majestic, Agincourt, Dictator, Orpheus, Sparrow og det bevæbnede handelsskib Florence den prøjsiske galiot Jonge Bartels. Fem dage senere erobrede Nassau skibet Vissery. Lidt mere end en uge senere, den 2. maj, erobrede Nassau og Stately Nicholai and Martha. Adskillige andre britiske orlogsskibe delte prisepengene. I perioden maj og juni 1807 eskorterede skibet en konvoj til Madeira.
I sensommeren 1807 vendte skibet tilbage til København hvor det deltog i Københavns bombardement. Efter den danske flådes overgivelse deltog skibet i eskorten af de danske skibe fra Holmen til Kronborg. Skibet forblev i danske farvande frem til februar 1809.

### Slaget ved Sjællands Odde
Den 22. marts 1808 deltog Nassau og linjeskibet Stately i en træfning med det sidste danske linjeskib Prinds Christian Frederik, ført af Carl Wilhelm Jessen, ved Sjællands Odde.

### Andre priser i 1808
Den 19. april 1808 erobrede Stately og Nassau de danske skibe Industrie og Haabet Anker.
Om morgenen den 1. september 1809, eskorterede Nassau en konvoj af østindenfarere i den engelske kanal da man observerede et ukendt sejl. Nassau sendte et antal eskorteenheder frem for at opklare situationen og efter to timer erobrede de det franske kaperskib Jean Bart fra Saint-Malo. Skibet var bevæbnet med fire kanoner, havde en besætning på 25 mand og blev ført af Enseigne de vaisseau Louis Ollivier Pilvesse. Skibet havde været på søen i fem dage siden det forlod Île de Batz og havde endnu ikke været i kamp.

## Skæbne
Nassau blev lagt op i Chatham i september 1809. I marts 1810 blev skibet omdannet til et fængselsskib under løjtnant William Fields kommando. Han havde kommandoen frem til den 3. november 1814 hvor skibet blev solgt for 2.510 britiske pund.

## Fodnoter
1. ↑  (også stavet Holsten i nyere danske kilder og Holstein på engelsk). Skibet blev omdøbt til Nassau i 1805